# Marcian Hoff
Marcian Edward „Ted” Hoff Jr. (ur. 28 października 1937 w Rochester, stan Nowy Jork) – amerykański informatyk ze stopniem doktorskim, jeden ze współtwórców mikroprocesora Intel 4004, który został wprowadzony na rynek w listopadzie 1971 roku. (Marcian Hoff stworzył architekturę w 1969 roku, Stanley Mazor współpracował z Hoffem, Federico Faggin stworzył silicon design bardzo nowatorski w 1970–1971 r., Masatoshi Shima współpracował z Fagginem i stworzył software do kalkulatora).
W 1968 r. dołączył do Intela jako jeden z pierwszych zatrudnionych, w 1980 uzyskał jako pierwszy honorowy tytuł Intel Fellow, oznaczający najwyższą techniczną pozycję w firmie. W Intelu pozostawał do 1983 r.
W 1997 został laureatem Nagrody Kioto w dziedzinie zaawansowanych technologii, wspólnie z Federico Fagginem, Stanleyem Mazorem i Masatoshim Shimą.